# ۵۳ (عدد)
۵۳ (عدد)
۵۳(پنجاه و سه) یک عدد طبیعی است که بعد از ۵۲ و قبل از ۵۴ قرار دارد.